# Silnice II/258
Silnice II/258 je silnice II. třídy, která vede z Duchcova do Trmic. Je dlouhá 29,3 km. Prochází jedním krajem a dvěma okresy.

## Vedení silnice

### Ústecký kraj, okres Teplice
- Duchcov (křiž. II/254)
- Želénky (křiž. III/25323a, III/25323)
- Hostomice (křiž. I/13, III/25316, III/25324a, III/25325)
- Světec (křiž. III/25321)
- Štrbice
- Kostomlaty pod Milešovkou (křiž. III/25818, III/25819)
- Hlince
- Bukovice (křiž. III/25821)
- Žalany (křiž. I/8, III/25827)
- Rtyně nad Bílinou (křiž. III/25817, III/25822, III/25825)

### Ústecký kraj, okres Ústí nad Labem
- Brozánky
- Řehlovice (křiž. III/25828)
- Stadice (křiž. D8, I/63)
- Koštov
- Trmice (křiž. II/253, II/613, III/25837)